# Pont-de-Labeaume
Pont-de-Labeaume är en kommun i departementet Ardèche i regionen Auvergne-Rhône-Alpes i sydöstra Frankrike. Kommunen ligger  i kantonen Thueyts som ligger i arrondissementet Largentière. År 2022 hade Pont-de-Labeaume 572 invånare.

## Befolkningsutveckling
Antalet invånare i kommunen Pont-de-Labeaume
Referens: INSEE